# 오천중학교
오천중학교(烏川中學校)는 대한민국 경상북도 포항시 남구 오천읍 용덕리에 있는 사립 중학교이다.

## 학교 연혁
- 1964년 3월 24일 : 오천고등공민학교 개교, 초대 교장 이종호 선생 취임
- 1967년 7월 5일 : 학교법인 동해학원 이사장 김장섭 선생 취임
- 1967년 9월 8일 : 오천중학교로 승격 인가
- 1992년 2월 17일 : 오천중학교 학칙 변경 33학급 인가
- 1993년 12월 3일 : 4층 7개 교실 준공
- 2000년 10월 25일 : 포은재도서관 개관
- 2003년 11월 21일 : 레슬링부 숙소 이전 설치
- 2004년 12월 20일 : 체육실 신축
- 2007년 6월 14일 : 학원명칭 변경(동해학원→해은학원)
- 2013년 8월 30일 : 학교법인 해은학원 이사장 조환길 타대오 대주교 취임
- 2016년 3월 16일 : 교사동 증.개축 기공식
- 2016년 12월 12일 : 교사동(20실) 증축 완공
- 2018년 1월 27일 : 도서관 현대화사업 준공
- 2018년 2월 20일 : 선진형 교과교실제 구축사업 준공
- 2020년 6월 11일 : 학교법인 선목학원 합병인가
- 2021년 9월 1일 : 제19대 교장 김주환 선생 취임
- 2024년 1월 5일 : 제58회 졸업(215명) 총 17,706명 졸업
- 2024년 3월 4일 : 2024학년도 신입생 224명 입학

## 참고 자료
- 오천중학교 - 한국교육학술정보원 학교알리미